# Öndörkhaan
Öndörkhaan (en mongol Өндөрхаан, también Undur Khan) es una localidad de Mongolia, capital del aymag Hentiy.

## Historia
Uno de los primeros establecimientos donde se encuentra Öndörkhaan se realizó en 1660, cuando las autoridades del Kanato de Tsetsen construyeron el Monasterio de Gündgaravlin. La localidad fue el centro de varias provincias históricas de la parte oriental de Mongolia, entre ellas la provincia de Tsetsen Khan hasta 1921 y más tarde la provincia de Khan-Khentii-Uul hasta llegar a 1931.Öndörkhaan adquirió el estatus de pueblo durante 1961 en el período de la República Popular de Mongolia.

## Demografía
Según estimación 2010 contaba con una población de 18.140 habitantes.